# El Palmar de Troya
El Palmar de Troya er en by og kommune i det sydlige Spanien i provinsen Sevilla. Den har et indbyggertal på 2.306 (2024) indbyggere.